# Mistrzowie joannitów w Brandenburgii
Mistrzowie joannitów Baliwatu Brandenburskiego
Różne rody:
- 1323–1336 Gebhard von Bortfelde
- 1351–1371 Hermann von Wereberg
- 1371–1397 Bernhard von der Schulenburg
- 1397–1399 Detlev von Walmede
- 1399–1418 Reimar von Guntersberg
- 1419–1426 Busso von Alvensleben
- 1426–1437 Baltazar von Slieben
- 1437–1459 Mikołaj von Thierbach
- 1459–1460 Henryk von Redern
- 1460–1471 Liborius von Schlieben
- 1471–1474 Kaspar von Güntersberg
- 1474–1491 Richard von der Schulenburg
- 1491–1526 Jerzy von Schlabrendorff
- 1527–1544 Veit von Thümen
- 1544–1545 Joachim von Arnim
- 1545–1564 Tomas von Runge
- 1564–1568 Franz Neumann
- 1569–1609 Martin, hrabia von Hohenstein

Hohenzollernowie:
- 1610–1611 Fryderyk, margrabia Brandenburgii
- 1611–1613 Ernest, margrabia Brandenburgii
- 1614–1615 Jerzy Albrecht, margrabia Brandenburgii
- 1616–1624 Jan Jerzy (książę Karniowa), margrabia Brandenburgii
- 1624–1625 Joachim Zygmunt, margrabia Brandenburgii

Różne rody:
- 1625–1641 Adam, graf von Schwarzenberg
- 1641–1652 Georg von Winterfeld
- 1652–1679 Jan Maurycy, książę Nassau-Siegen
- 1689–1692 Jerzy Fryderyk, książę Waldeck, graf Pyrmontu

Hohenzollernowie:
- 1693–1695 Karol Filip, margrabia Brandenburgii
- 1696–1731 Albrecht Fryderyk, książę Prus
- 1731–1762 Fryderyk Karol Albrecht, książę Prus
- 1762–1811 August Ferdynand, książę Prus
- 1812 – likwidacja baliwatu
- 1813–1846 Henryk Hohenzollern, książę Prus (mistrz Orderu św. Jana)
- 1852 – odnowienie baliwatu
- 1853–1883 Fryderyk Karol Aleksander, książę Prus
- 1883–1906 Albrecht, książę Prus
- 1906–1926 Eitel Fryderyk, książę Prus
- 1927–1958 Oskar, tyt. książę Prus
- 1958–1999 Wilhelm Karol, tyt. książę Prus
- od 1999 Oskar Michał, tyt. książę Prus